# Velilla del Río Carrión
Velilla del Río Carrión ist eine Stadt und Gemeinde in der Provinz Palencia, in der Autonomen Gemeinschaft Kastilien-León, Spanien. Der Kreis befindet sich in Montaña Palentina, zusammen mit den Provinzen León und Kantabrien. Velilla del Río Carrión hat eine Bevölkerung von 1.129 Einwohnern (Stand: 2024).
Im letzten Jahrhundert stand die Stadt unter dem bestimmenden Einfluss von Kohle-Bergbau, der derzeit in einer schweren Krise steckt, die zu einem starken Rückgang der Bevölkerung führte. Die einzige Industrie, die blieb, ist das Kraftwerk Velilla des Unternehmens Iberdrola, das am 30. Juni 2020 stillgelegt wurde.
Es gibt Anzeichen dafür, dass Kantabrer, nämlich Tamaro, die ersten Bewohner des Gebiets waren und etwa im dritten Jahrhundert v. Chr. Tamari gründeten, dies entspricht dem heutigen Velilla. Bis 1949 war der Name der Stadt Velilla de Guardo.

## Weblinks

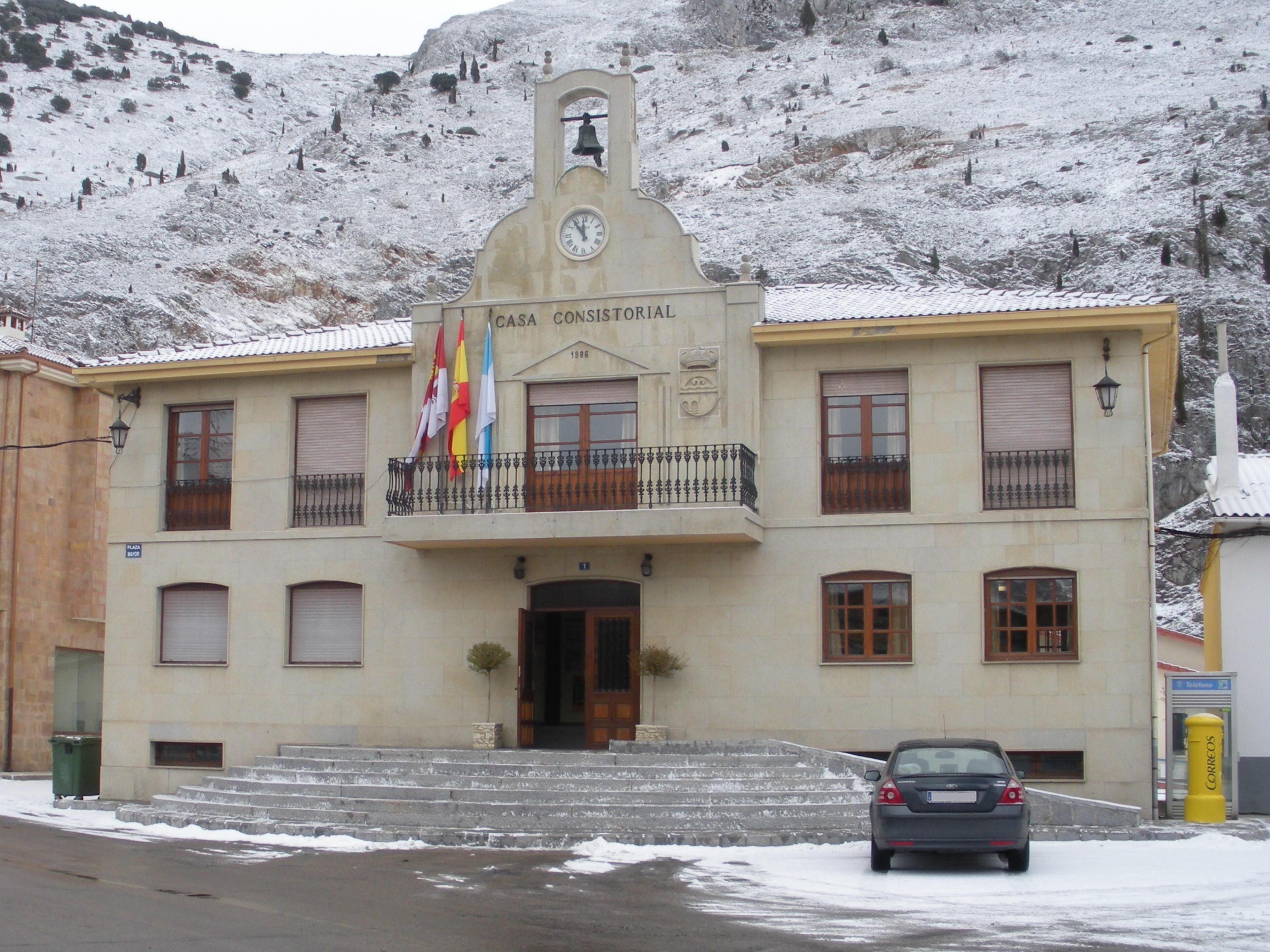
Fassade des Rathauses, der sich in der Plaza Mayor, eingeweiht im Jahre 1986.